# Stivan
Stivan is een plaats in de gemeente Cres in de Kroatische provincie Primorje-Gorski Kotar. De plaats telt 38 inwoners (2001).